# Candace Hilligoss
Candace Hilligoss (* 14. August 1935 in Huron, South Dakota) ist eine US-amerikanische Schauspielerin. Bekanntheit erlangte sie durch ihre Hauptrolle in dem 1962 erschienenen Independent-Horrorfilm Tanz der toten Seelen.

## Leben
Candace Hilligoss wuchs in ihrer Geburtsstadt Huron im Bundesstaat South Dakota auf und absolvierte ihren Schulabschluss an der dortigen High School. Nach drei Jahren an der University of Iowa ging sie nach New York, um dort Schauspielunterricht an der American Theatre Wing zu nehmen. Ihre ersten Auftritte als Bühnenschauspielerin absolvierte sie in Pennsylvania, ehe sie in einem Theater in Cape Cod Anstellung fand. Unter anderem stand sie so in Idiot's Delight an der Seite von Nina Foch auf der Bühne. Nach ihrer Rückkehr nach New York trat sie in diversen Fernsehprogrammen sowie im bekannten Nachtclub Copacabana auf.
1962 spielte Hilligoss ihre erste und zugleich bekannteste Filmrolle als Mary Henry in dem Low-Budget-Horrorfilm Tanz der toten Seelen, der sich in den folgenden Jahren zu einem Kultfilm entwickelte. 1964 war sie mit The Curse of the Living Corpse in einem weiteren Horrorfilm zu sehen. Ihre letzte Rolle in einem Spielfilm übernahm Hilligoss 1971 in Südlich der Teufelsberge, einem Western mit Horrorfilm-Elementen.
Neben ihrer Filmkarriere betätigte sich Hilligoss auch als Fernsehdarstellerin. 1962 war sie in einer Folge der Krimiserie Gnadenlose Stadt zu sehen. 1981 spielte sie die Rolle der Kimberley in einer Folge der Krimiserie Quincy. Nach weiteren Auftritten in Dokumentationen zum Thema Horrorfilm zog sich Hilligoss 2001 großteils aus dem Showgeschäft zurück. Sie tritt jedoch bis heute als Rednerin und Interviewpartnerin bei Horror-Conventions auf. 2016 veröffentlichte sie ihre Biografie unter dem Titel The Odyssey and The Idiocy, Marriage to an Actor, A Memoir. 2022 betätigte sich Hilligoss als Synchronsprecherin im animierten Independent-Kurzfilm Once Upon A Time on Mars.
Seit einer Neuveröffentlichung von Tanz der toten Seelen und einem wiederaufkommenden Interesse am Film im Jahr 1989 regte Hilligoss die Produktion einer Fortsetzung oder einer Neuverfilmung an. Diese erschien zwar 1998 unter dem Titel Wes Craven’s Carnival of Souls (Wes Craven war nur Namensgeber und nicht an den Dreharbeiten beteiligt), doch Hilligoss lehnte eine Rolle in der Produktion aufgrund der ihrer Meinung zu schlechten Qualität und Abweichungen vom Original ab. Im ebenfalls 1998 veröffentlichten Thriller Bad Girl – Mord ist keine Lösung sind Aufnahmen von Hilligoss aus Tanz der toten Seelen zu sehen.
Candace Hilligoss war von 1960 bis zur Scheidung im Jahr 1981 mit dem 2023 verstorbenen Schauspieler Nicolas Coster verheiratet, mit dem sie zwei gemeinsame Töchter hat.

## Filmografie
- 1962: Tanz der toten Seelen (Carnival of Souls)
- 1962: Gnadenlose Stadt (Naked City; Fernsehserie, eine Folge)
- 1964: The Curse of the Living Corpse
- 1971: Südlich der Teufelsberge (South of Hell Mountain)
- 1981: Quincy (Quincy, M.E.; Fernsehserie, eine Folge)
- 1998: Bad Girl – Mord ist keine Lösung (Wicked; Archivaufnahmen aus Tanz der toten Seelen)
- 2001: Talk Fast (Dokumentarfilm)
- 2022: Once Upon A Time on Mars (Kurzfilm; Stimme)